# Denekamp
Denekamp est un village situé dans la commune néerlandaise de Dinkelland, dans la province d'Overijssel. Le 1er janvier 2008, le village comptait 8 842 habitants.
Le 1er janvier 2001, les communes de Weerselo et d'Ootmarsum ont été rattachées à Denekamp, en même temps qu'Ootmarsum. Le 1er janvier 2002, cette nouvelle commune est appelée Dinkelland.

## Galerie

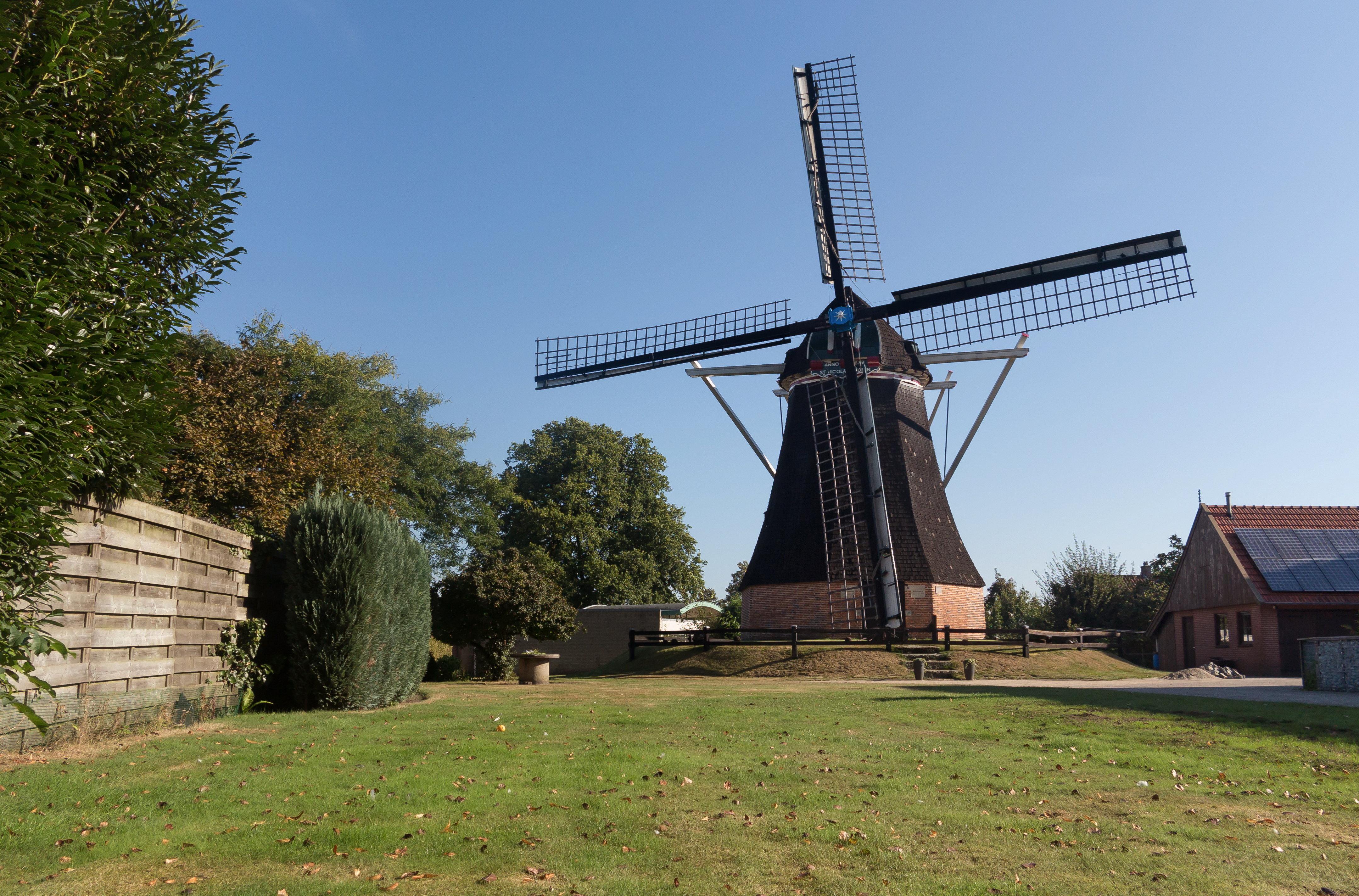
Denekamp, le moulin: de Sint Nicolaasmolen
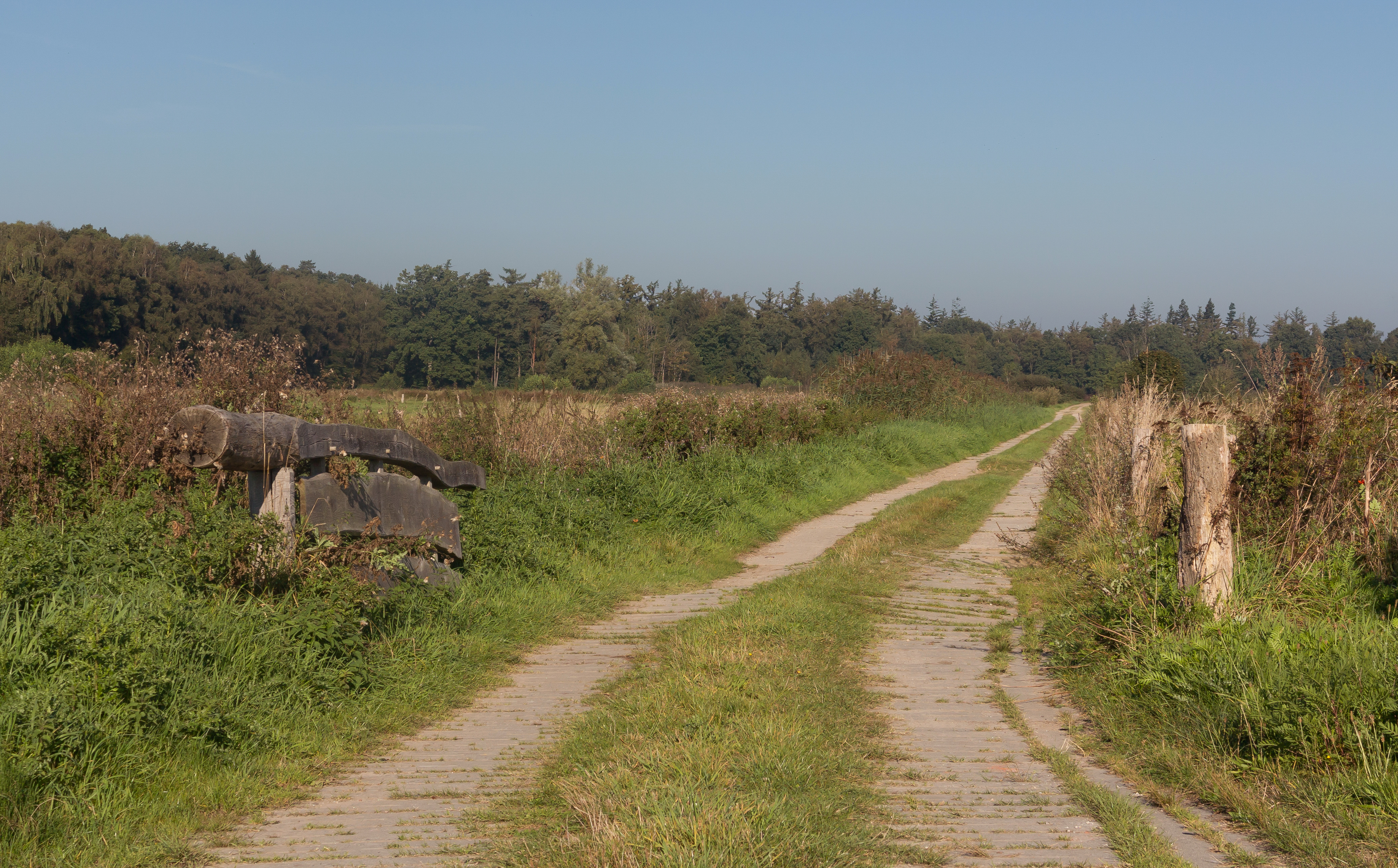
entre Denekamp et Oldenzaal, le sentier de sable pour des véhicules agricoles
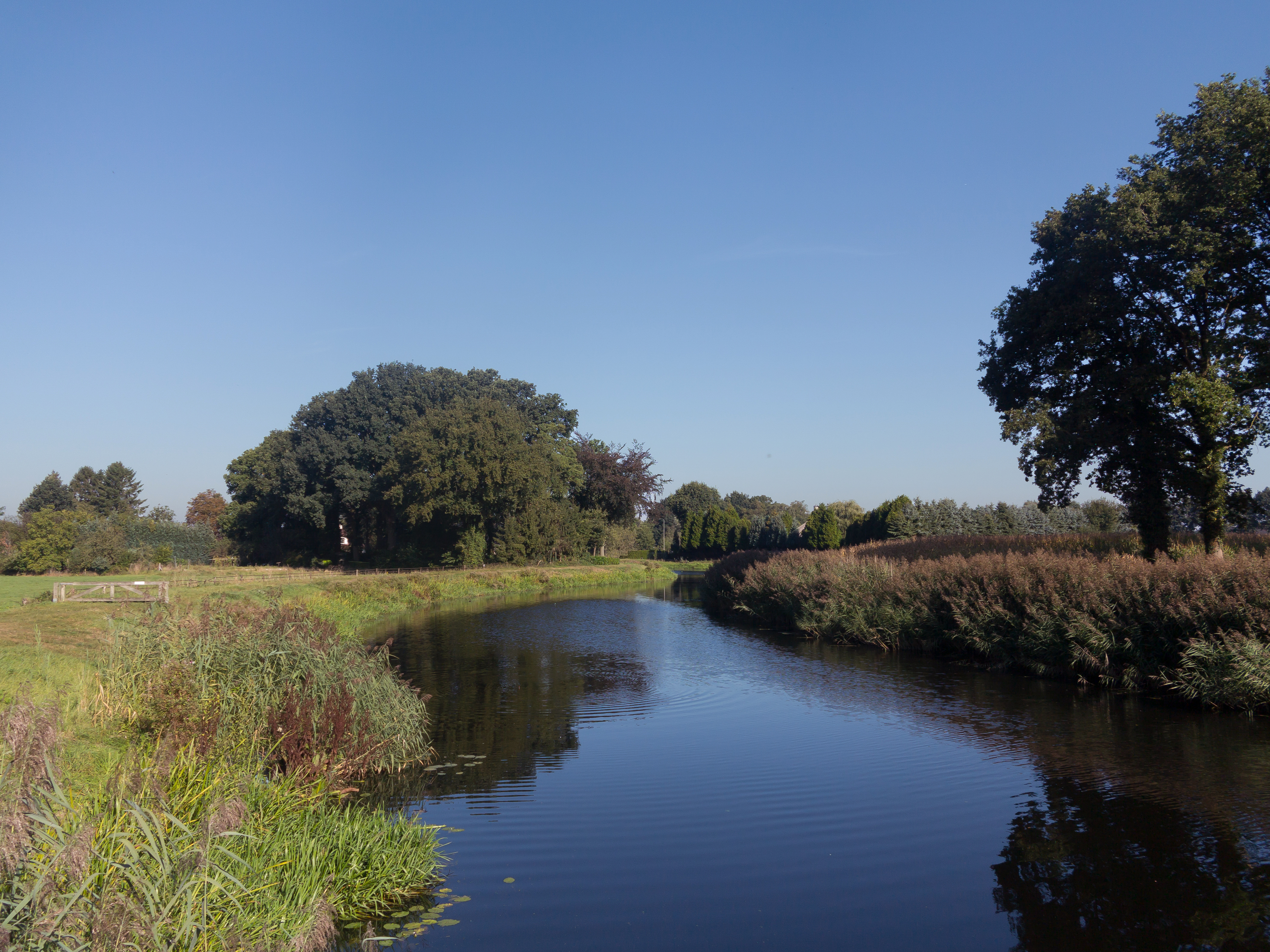
Denekamp, le canal Almelo-Nordhorn

## Personnalités

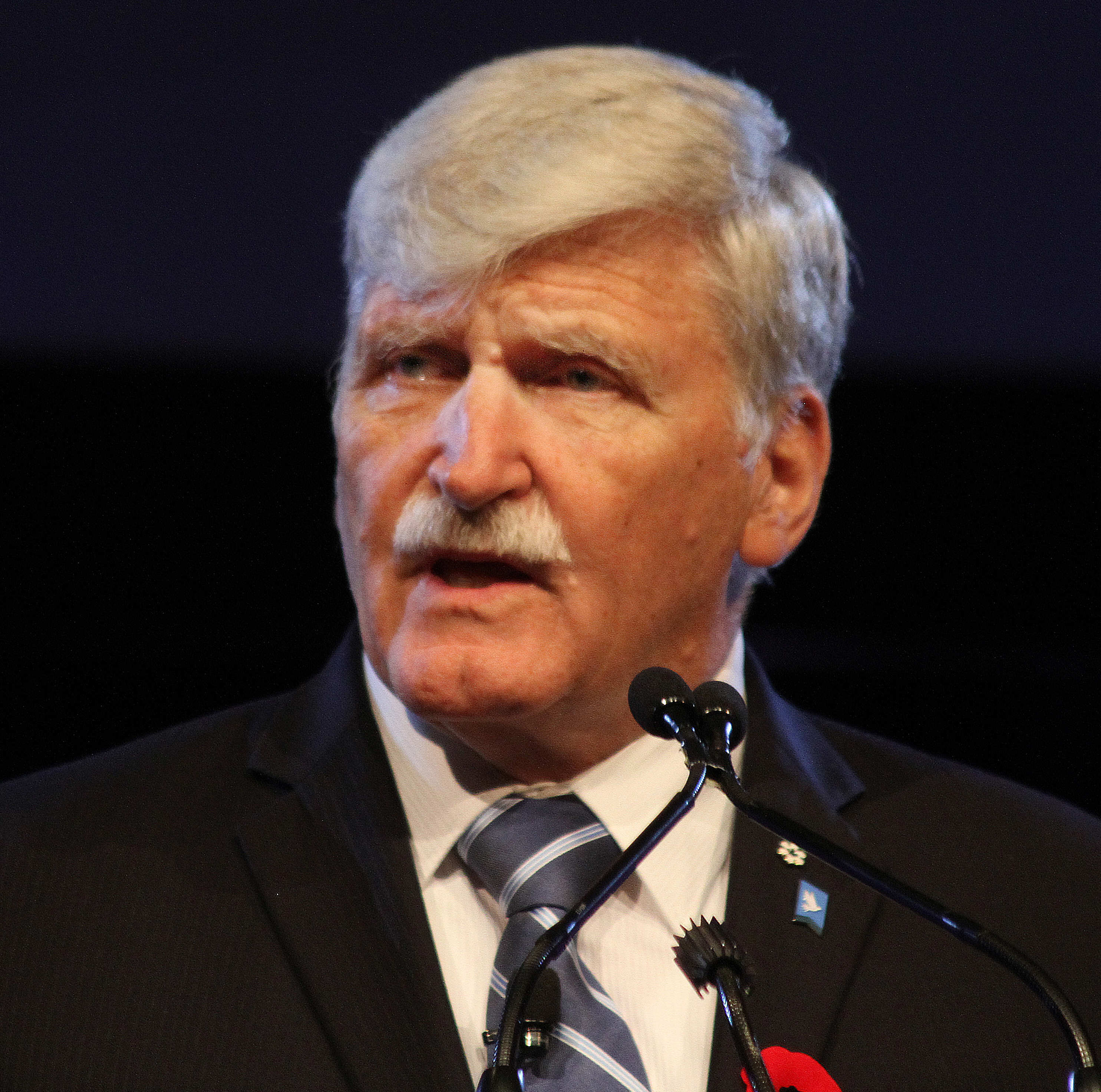
Roméo Dallaire

Denekamp est la ville natale de Tanja Nijmeijer, qui après plusieurs voyages en Colombie a rejoint en 2003 les rangs des Forces armées révolutionnaires de Colombie (FARC).
Elle est aussi la ville natale de Roméo Dallaire, un général et homme politique au Canada.